# Hypsiboas secedens
Espèce
Synonymes
- Hyla secedens Lutz, 1963

Statut de conservation UICN

 DD  : Données insuffisantes
Hypsiboas secedens est une espèce d'amphibiens de la famille des Hylidae.

## Répartition
Cette espèce est endémique de l'État de Rio de Janeiro au Brésil. Elle se rencontre à Duque de Caxias et à Cachoeiras de Macacu,.

## Publication originale
- Lutz, 1963 : New Species of Hyla from Southeastern Brazil. Copeia, vol. 1963, no 3, p. 561-562.